# DHB-Pokal der Frauen 2017/18
Der DHB-Pokal der Frauen 2017/18 war die 44. Austragung des wichtigsten deutschen Hallenhandball-Pokalwettbewerbs für Frauen. DHB-Pokalsieger 2018 wurde der VfL Oldenburg, der im Finale die SG BBM Bietigheim mit 29:28 bezwang. Titelverteidiger war der Buxtehuder SV.

## Teilnehmende Mannschaften
Folgende Mannschaften waren für den DHB-Pokal der Frauen 2017/18 qualifiziert:
| Bundesliga | 2. Bundesliga | 3. Liga | Oberligen | 5. Liga und tiefer                                                                  |
| - SG BBM Bietigheim - Thüringer HC - TuS Metzingen - Buxtehuder SV - VfL Oldenburg - BV Borussia 09 Dortmund - HC Leipzig - TSV Bayer 04 Leverkusen - HSG Blomberg-Lippe - Frisch Auf Göppingen - HSG Bad Wildungen Vipers - Neckarsulmer Sport-Union - TV Nellingen - SVG Celle | - HSG Bensheim/Auerbach - HL Buchholz 08-Rosengarten - HC Rödertal - TG Nürtingen - TV Beyeröhde - Kurpfalz Bären - SV Union Halle-Neustadt - DJK/MJC Trier - HSG Kleenheim - HSG Hannover-Badenstedt - FSG Mainz 05/Budenheim - SV Werder Bremen - BSV Sachsen Zwickau - SG H2Ku Herrenberg - TSV Haunstetten - TuS Lintfort | Staffel Nord: - SV Henstedt-Ulzburg Staffel Ost: - MTV Altlandsberg - Füchse Berlin - SC Markranstädt Staffel West: - HSV Solingen-Gräfrath Staffel Süd: - SG BBM Bietigheim II | Baden-Württemberg-OL: - TV Brombach Bayernliga: - TS Herzogenaurach OL Hamburg – Schleswig-Holstein: - SC Alstertal-Langenhorn OL Hessen: - TV Hüttenberg Mitteldeutsche OL: - HC Burgenland - Thüringer HC II OL Niedersachsen: - Hannoverscher SC - HSG Plesse-Hardenberg Nordseeliga: - VfL Stade OL Mittelrhein: - HSV Frechen RPS-Liga: - SG Ottersheim/Bellheim/Kuhardt/Zeiskam - HSV Püttlingen - HSG Wittlich OL Westfalen: - Ibbenbürener Spvg. - HC TuRa Bergkamen | Badenliga: - TV Schriesheim Mecklenburg/Vorpommern-Liga: - SV Grün-Weiß Schwerin II |

Die aufgeführten Ligazugehörigkeiten entsprechen denen der Saison 2016/17.

## Hauptrunden

### 1. Runde
An der 1. Runde nahmen noch keine der zwölf Bundesligisten der Saison 2016/17 teil, die nicht abgestiegen sind. Die Auslosung fand am 24. Juni 2017 im Rahmen der Mitgliederversammlung der Handball-Bundesliga Frauen in Rotenburg an der Fulda statt, wobei die einzelnen Partien aus vier regional aufgeteilten Losgruppen gezogen wurden. Die Spiele der 1. Runde fanden am Wochenende 2./3. September 2017 statt; die Gewinner zogen in die 2. Runde ein.
| Datum             | Uhrzeit   | Heimmannschaft                         |   | Gastmannschaft             | Ergebnis                   |
| ----------------- | --------- | -------------------------------------- | - | -------------------------- | -------------------------- |
| Losgruppe Süd:    |           |                                        |   |                            |                            |
| 2. September 2017 | 17:30 Uhr | TV Schriesheim                         | – | TG Nürtingen               | 17:47 (10:23)              |
| 2. September 2017 | 18:00 Uhr | HSV Püttlingen                         | – | SG BBM Bietigheim II       | 27:29 (9:18)               |
| 3. September 2017 | 15:00 Uhr | TS Herzogenaurach                      | – | SG H2Ku Herrenberg         | 17:36 (6:20)               |
| 3. September 2017 | 16:00 Uhr | Kurpfalz Bären                         | – | TSV Haunstetten            | 28:20 (14:10)              |
| 3. September 2017 | 18:00 Uhr | SG Ottersheim/Bellheim/Kuhardt/Zeiskam | – | TV Brombach                | 30:19 (18:8)               |
| Losgruppe Nord:   |           |                                        |   |                            |                            |
| 2. September 2017 | 16:00 Uhr | Ibbenbürener Spvg.                     | – | SVG Celle                  | 2:0 (1:0) 1                |
| 2. September 2017 | 16:30 Uhr | VfL Stade                              | – | SV Henstedt-Ulzburg        | 20:26 (10:17)              |
| 2. September 2017 | 18:30 Uhr | SV Werder Bremen                       | – | HL Buchholz 08-Rosengarten | 26:27 (13:15)              |
| 3. September 2017 | 16:00 Uhr | Hannoverscher SC                       | – | HSG Hannover-Badenstedt    | 20:44 (8:22)               |
| 3. September 2017 | 16:00 Uhr | SV Grün-Weiß Schwerin II               | – | SC Alstertal-Langenhorn    | 31:25 (16:10)              |
| Losgruppe West:   |           |                                        |   |                            |                            |
| 2. September 2017 | 16:00 Uhr | TV Hüttenberg                          | – | FSG Mainz 05/Budenheim     | 15:39 (9:23)               |
| 2. September 2017 | 19:00 Uhr | HC TuRa Bergkamen                      | – | HSV Solingen-Gräfrath      | 24:31 (11:12)              |
| 3. September 2017 | 16:00 Uhr | TuS Lintfort                           | – | DJK/MJC Trier              | 33:34 n. V. (14:10, 27:27) |
| 3. September 2017 | 16:00 Uhr | HSV Frechen                            | – | HSG Bensheim/Auerbach      | 8:36 (5:15)                |
| 3. September 2017 | 17:00 Uhr | HSG Wittlich                           | – | TV Beyeröhde               | 20:46 (8:22)               |
| Losgruppe Ost:    |           |                                        |   |                            |                            |
| 2. September 2017 | 18:00 Uhr | BSV Sachsen Zwickau                    | – | SV Union Halle-Neustadt    | 26:30 (12:16)              |
| 2. September 2017 | 19:30 Uhr | MTV Altlandsberg                       | – | Füchse Berlin              | 21:29 (9:17)               |
| 3. September 2017 | 15:00 Uhr | Thüringer HC II                        | – | HC Rödertal                | 20:36 (9:12)               |
| 3. September 2017 | 16:30 Uhr | HC Burgenland                          | – | HC Leipzig                 | 25:29 (13:14)              |
| 3. September 2017 | 17:00 Uhr | HSG Plesse-Hardenberg                  | – | SC Markranstädt            | 18:27 (11:15)              |

### 2. Runde
An der 2. Runde nahmen neben den Siegern der 1. Runde auch die 12 Bundesligisten der Saison 2016/17 teil, die nicht abgestiegen sind. Die Auslosung der Partien fand am 5. September 2017 auf der HBF-Geschäftsstelle in Dortmund statt und erfolgte in zwei Losgruppen, die nach geographischen Gesichtspunkten eingeteilt waren. Die 2. Runde wurde zwischen dem 3. und 8. Oktober 2017 ausgetragen. Die Gewinner der einzelnen Partien zogen in das Achtelfinale ein.
| Datum           | Uhrzeit   | Heimmannschaft                         |     | Gastmannschaft           | Ergebnis      |
| --------------- | --------- | -------------------------------------- | --- | ------------------------ | ------------- |
| Losgruppe 1:    |           |                                        |     |                          |               |
| 3. Oktober 2017 | 11:00 Uhr | Ibbenbürener Spvg.                     | –   | Thüringer HC             | 13:44 (8:27)  |
| 7. Oktober 2017 | 16:00 Uhr | Füchse Berlin                          | –   | BV Borussia 09 Dortmund  | 10:35 (2:16)  |
| 7. Oktober 2017 | 18:00 Uhr | SV Union Halle-Neustadt                | –   | HSG Blomberg-Lippe       | 27:28 (14:14) |
| 7. Oktober 2017 | 19:00 Uhr | SC Markranstädt                        | –   | Buxtehuder SV            | 20:44 (10:21) |
| 7. Oktober 2017 | 19:30 Uhr | SV Henstedt-Ulzburg                    | –   | HSG Bad Wildungen Vipers | 26:36 (8:18)  |
| 8. Oktober 2017 | 15:00 Uhr | HC Leipzig                             | – A | VfL Oldenburg            | 22:35 (8:18)  |
| 8. Oktober 2017 | 16:00 Uhr | SV Grün-Weiß Schwerin II               | –   | HSG Hannover-Badenstedt  | 22:31 (11:17) |
| 8. Oktober 2017 | 16:00 Uhr | HL Buchholz 08-Rosengarten             | –   | HC Rödertal              | 27:21 (17:7)  |
| Losgruppe 2:    |           |                                        |     |                          |               |
| 4. Oktober 2017 | 20:00 Uhr | HSV Solingen-Gräfrath                  | –   | SG BBM Bietigheim        | 16:41 (8:22)  |
| 6. Oktober 2017 | 19:30 Uhr | Neckarsulmer Sport-Union               | –   | TuS Metzingen            | 25:45 (11:23) |
| 7. Oktober 2017 | 17:00 Uhr | TV Beyeröhde                           | –   | TSV Bayer 04 Leverkusen  | 19:28 (8:14)  |
| 7. Oktober 2017 | 19:30 Uhr | TG Nürtingen                           | –   | Frisch Auf Göppingen     | 28:33 (16:16) |
| 8. Oktober 2017 | 13:00 Uhr | DJK/MJC Trier                          | –   | SG H2Ku Herrenberg       | 24:19 (12:10) |
| 8. Oktober 2017 | 16:00 Uhr | FSG Mainz 05/Budenheim                 | –   | HSG Bensheim/Auerbach    | 28:30 (14:15) |
| 8. Oktober 2017 | 16:00 Uhr | SG Ottersheim/Bellheim/Kuhardt/Zeiskam | –   | TV Nellingen             | 16:37 (9:14)  |
| 8. Oktober 2017 | 16:30 Uhr | SG BBM Bietigheim II                   | –   | Kurpfalz Bären           | 22:23 (12:15) |

### Achtelfinale
Für das Achtelfinale, das an Allerheiligen und am Wochenende 4./5. November 2017 ausgetragen wurde, konnten sich zwölf Erst- und vier Zweitligisten qualifizieren. Der ehemalige Nationalspieler Florian Kehrmann loste die Achtelfinalpartien am 11. Oktober 2017 im Anschluss an das Bundesligaspiel der HSG Blomberg-Lippe gegen den Thüringer HC aus. Dabei kam es mit der Begegnung Buxtehuder SV gegen TuS Metzingen zu einer Neuauflage des Pokalfinales 2017. Die Sieger der einzelnen Partien zogen in das Viertelfinale ein.
| Datum            | Uhrzeit   | Heimmannschaft             |   | Gastmannschaft          | Ergebnis      |
| ---------------- | --------- | -------------------------- | - | ----------------------- | ------------- |
| 1. November 2017 | 16:00 Uhr | DJK/MJC Trier              | – | TV Nellingen            | 25:35 (12:15) |
| 1. November 2017 | 19:30 Uhr | Thüringer HC               | – | HSG Blomberg-Lippe      | 24:16 (13:8)  |
| 4. November 2017 | 17:30 Uhr | HSG Bensheim/Auerbach      | – | TSV Bayer 04 Leverkusen | 21:25 (11:14) |
| 4. November 2017 | 19:00 Uhr | HSG Bad Wildungen Vipers   | – | Frisch Auf Göppingen    | 25:20 (14:10) |
| 4. November 2017 | 19:30 Uhr | Buxtehuder SV              | – | TuS Metzingen           | 25:26 (15:11) |
| 5. November 2017 | 16:00 Uhr | BV Borussia 09 Dortmund    | – | SG BBM Bietigheim       | 25:29 (12:11) |
| 5. November 2017 | 16:00 Uhr | HL Buchholz 08-Rosengarten | – | Kurpfalz Bären          | 33:23 (17:10) |
| 5. November 2017 | 16:00 Uhr | HSG Hannover-Badenstedt    | – | VfL Oldenburg           | 27:41 (12:22) |

### Viertelfinale
Das Viertelfinale wurde am 8. November 2017 im Anschluss an das Bundesliga-Spitzenspiel des Thüringer HC gegen SG BBM Bietigheim ausgelost. Die Spiele selbst wurden zwischen dem 10. und 14. Januar 2018 ausgetragen. Die Sieger der Viertelfinalpartien zogen in das Final Four ein.
| Datum           | Uhrzeit   | Heimmannschaft             |   | Gastmannschaft           | Ergebnis      |
| --------------- | --------- | -------------------------- | - | ------------------------ | ------------- |
| 10. Januar 2018 | 20:00 Uhr | HL Buchholz 08-Rosengarten | – | VfL Oldenburg            | 24:30 (12:12) |
| 13. Januar 2018 | 19:00 Uhr | TV Nellingen               | – | TuS Metzingen            | 22:23 (10:14) |
| 13. Januar 2018 | 20:00 Uhr | TSV Bayer 04 Leverkusen    | – | HSG Bad Wildungen Vipers | 19:21 (8:12)  |
| 14. Januar 2018 | 14:00 Uhr | Thüringer HC               | – | SG BBM Bietigheim        | 26:31 (11:13) |

## Final Four
Das Final Four fand unter der Bezeichnung OLYMP Final4 am Wochenende 19./20. Mai 2018 in der Stuttgarter Porsche-Arena statt. Mit dem Sponsorennamen des Unternehmens Olymp Bezner trug das Final Four erstmals in der Geschichte der Handball Bundesliga Frauen einen eigenen Namen, zudem wurde die Veranstaltung erstmals seit 2013 wieder fest vergeben, zuvor stellte stets einer der vier Halbfinalisten mit seiner Heimspielstätte den Ort der gesamten Veranstaltung. Die Stuttgarter Arena wurde vertraglich für mindestens drei Jahre festgelegt.

### Halbfinale
Die Halbfinalspiele wurden am 7. Februar 2018 im Anschluss an die Bundesliga-Partie zwischen der SG BBM Bietigheim und der TuS Metzingen in Ludwigsburg ausgelost.
| Datum        | Uhrzeit   | Heimmannschaft           |   | Gastmannschaft | Ergebnis      |
| ------------ | --------- | ------------------------ | - | -------------- | ------------- |
| 19. Mai 2018 | 15:00 Uhr | HSG Bad Wildungen Vipers | – | VfL Oldenburg  | 29:33 (14:16) |
| 19. Mai 2018 | 17:30 Uhr | SG BBM Bietigheim        | – | TuS Metzingen  | 24:23 (12:10) |

### Spiel um Platz 3
| Datum, Uhrzeit          | Heimmannschaft           |   | Gastmannschaft | Ergebnis      |
| ----------------------- | ------------------------ | - | -------------- | ------------- |
| 20. Mai 2018, 12:30 Uhr | HSG Bad Wildungen Vipers | – | TuS Metzingen  | 27:29 (14:16) |

### Finale
| Datum, Uhrzeit          | Heimmannschaft |   | Gastmannschaft    | Ergebnis      |
| ----------------------- | -------------- | - | ----------------- | ------------- |
| 20. Mai 2018, 15:00 Uhr | VfL Oldenburg  | – | SG BBM Bietigheim | 29:28 (12:16) |